# Die Jugend des roten Korsaren
Die Jugend des Roten Korsaren (Originaltitel: La Jeunesse de Barbe-Rouge) ist ein frankobelgischer Comic. Darin wird der Aufstieg des jungen Jean-Baptiste Cornic zum gefürchteten Teufel der Karibik geschildert. Es handelt sich um eine Weiterentwicklung des Roten Korsaren. 

## Hintergrund
Jean-Michel Charlier veröffentlichte mit Victor Hubinon bereits zwischen 1968 und 1969 zwei Kurzgeschichten im Taschenbuchformat über frühere Abenteuer des roten Korsaren. Christian Perrissin schrieb auf Grundlage dieser Kurzgeschichten und der Serie Der roten Korsar die ganze Vorgeschichte, die von Daniel Redondo gezeichnet wurde.
Die Serie erschien bei Dargaud und wurde von Kult Editionen auf Deutsch veröffentlicht.

## Alben
- 1. Die Freibeuter von Santo Domingo (1996)
- 2. Die Löwengrube (1997)
- 3. Das Duell der Kapitäne (1998)
- 4. Die Insel des roten Teufels (1999)
- 5. Meuterei in Port-Royal (2001)